# Winter van 1683-1684

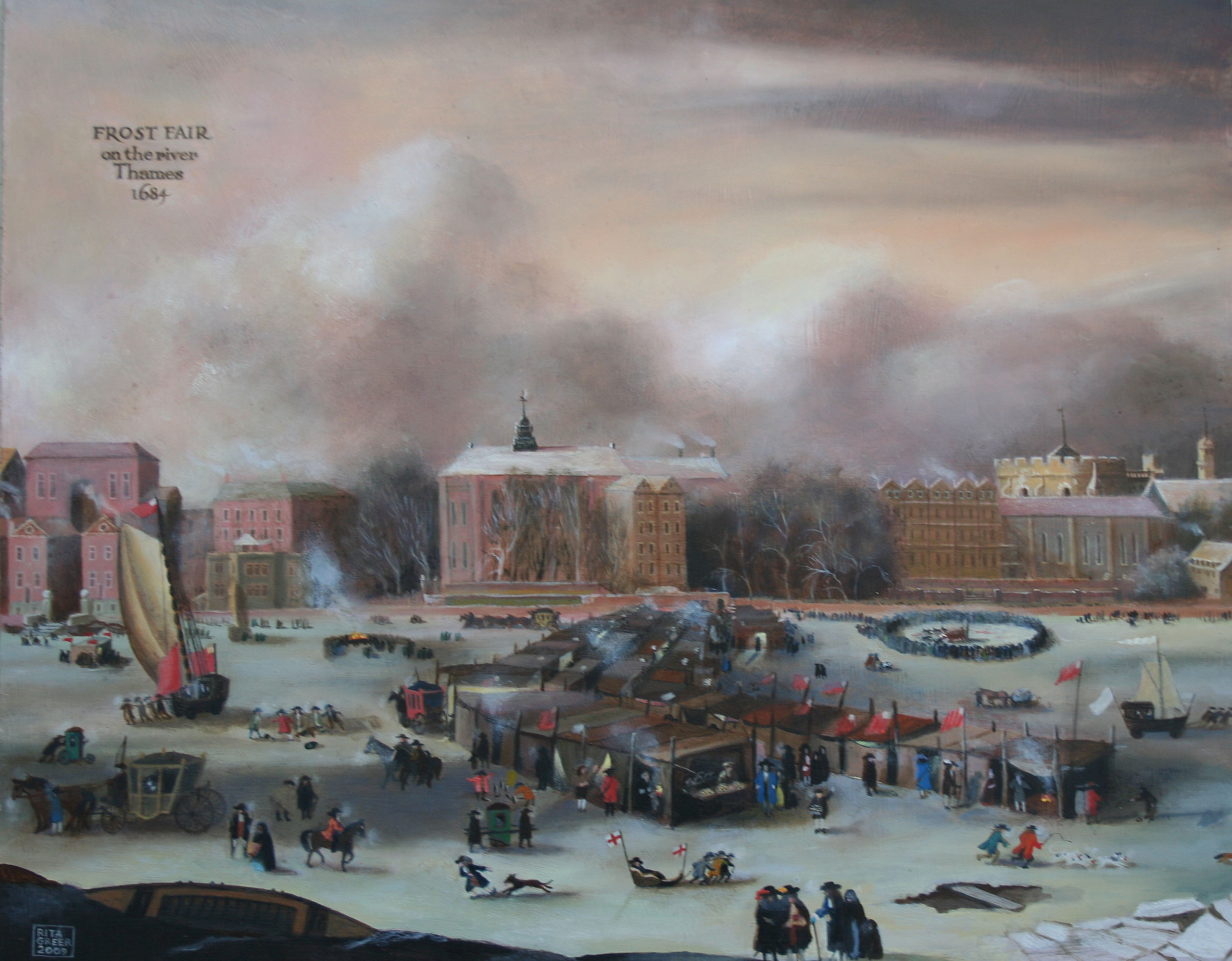
De Frost Fair op de bevroren Theems in Londen

De winter van 1683–1684 (Engels: Great Frost of 1683–84) was in Europa waarschijnlijk een van de koudste winters van het tweede millennium. In Groot-Brittannië is de winter van 1684 op basis van de gemiddelde temperatuur de koudste (-1,17) sinds het begin van de Central England temperature-meetreeks in 1658. In deze reeks behaalden in totaal slechts drie winters een negatief gemiddelde.
De winter valt halverwege november in, zes weken voor de kerst. Na enkele weken vorst bevriezen alle grote rivieren in Europa. Op 2 januari is de Vlaamse kust tot 2 mijl uit de kustlijn bevroren. Begin januari is de Theems geheel bevroren, om half februari een ijsdikte te bereiken van 11 inch. Op 17 januari wordt op deze rivier de zogenaamde Frost Fair gehouden. In totaal is de rivier 41 dagen dichtgevroren geweest. Uit Brussel wordt op 29 januari gemeld dat de winkels gesloten zijn en verschillende mensen op straat neervallen van de kou. In Antwerpen ligt de Schelde geheel dicht. Ook bevriest de Bodensee (grens Duitsland/Zwitserland/Oostenrijk) zodat deze te voet kan worden overgestoken, wat sinds 1573 maar vijf keer is voorgekomen (het laatst in 1963).  In Nederland vriest het zeven weken lang, met over het algemeen rustig en helder vriesweer, met weinig sneeuw, zodat er grote ijsdikten worden gemeten, tot twee Rijnlandse voeten (63 centimeter).
Half februari valt in West-Europa de dooi in. De maatschappelijke gevolgen van de winter zijn groot, op veel plaatsen zijn tekorten aan voedsel. Een hongersnood, zoals na de winter van 1709 heeft echter niet plaatsgevonden.